# スペイン社会労働党
スペイン社会労働党（スペインしゃかいろうどうとう、スペイン語: Partido Socialista Obrero Español）は、スペインの政党。略称はPSOE（ペソエ）。スペイン社会党、スペイン社会労働者党は別称。社会主義インターナショナルおよび進歩同盟加盟政党である。

## 党史
1879年に労働者によるマルクス主義政党として、ガリシア地方フェロル出身のパブロ・イグレシアスによってマドリードで結成された。1936年にスペイン人民戦線内閣に参加。同年発生したスペイン内戦が発生して人民戦線が混乱状態に陥ると、同年9月4日、スペイン社会労働党から同年出獄したばかりのフランシスコ・ラルゴ・カバジェーロが首班となり、第四次人民戦線内閣を組閣した。
しかし、党内は革命主義を掲げる左派と修正主義の右派に分裂。さらに内戦を制したフランシスコ・フランコ独裁政権のもとで非合法化され、地下活動やフランスなどでの国外活動を余儀なくされた。なお当時のことを著述する日本語文献では社会労働党ではなく（スペイン）社会党と書かれることが多いが、同じ政党である。
1974年にフェリーペ・ゴンサーレスが書記長(党首)に就任すると、彼の指導のもと再合同と右旋回がはかられて社会民主主義政党に移行し、フランコ死後の1977年の民主選挙で30%の得票を獲得して第二党になった。1982年の総選挙では48%の得票を獲得して下院の過半数を占める歴史的大勝を収め、38年ぶりに政権の座についた。社会労働党政権は資本主義とリベラリズム（社会自由主義）を混合した政策をとり、民主化を推進し労働者の雇用の確保を目標とする一方で、欧州諸共同体や北大西洋条約機構に加盟して湾岸戦争ではアメリカと共同歩調をとった。
党は1986年、1989年、1993年の総選挙に勝利してゴンサーレス首相の長期政権が続いたが、1990年代に ETAのテロが続発する中で、党幹部による不正問題などが発覚し徐々に支持を失い、1996年にテロ撲滅を掲げる国民党に政権を譲った。
2001年にゴンサーレスに代わって書記長となったホセ・ルイス・ロドリゲス・サパテーロは党を刷新して党勢を回復させ、2003年の地方選挙に勝利した。
2004年の総選挙は当初劣勢が報じられたが、投票の3日前の3月11日にマドリードのスペイン国鉄（RENFE）の近郊線でおこった最大規模の爆弾テロ（11-M）をきっかけとして国民党政権のイラク戦争に対するアメリカ追随に対する批判票を集め、40%を越える得票を獲得して第一党に復帰、8年ぶりに政権を奪取した。そしてイラク撤退や同性結婚の合法化など、リベラルな政策を実行している。
2008年3月9日に上下両院の選挙が実施され、下院（350議席）で前回より5議席増の169議席を獲得し第一党の座を死守したが、目標としていた単独過半数を確保するまでには至らなかった。
2011年11月20日の総選挙では下院で59議席を失い110議席と惨敗し、7年ぶりに政権を手放すこととなった。その後、2015年の総選挙では90議席、2016年の総選挙では85議席と総選挙の度に議席を減らし続けたが、与党国民党幹部の汚職疑惑で2018年6月1日に下院でマリアーノ・ラホイ・ブレイ首相の不信任決議案が可決されたことを受けて、ペドロ・サンチェス書記長が首相に就任。政権を奪還した。
しかし、少数与党政権であったために政権運営はすぐに立ち行かなくなり上院・下院ともに解散し、2019年4月の総選挙で123議席を獲得し第1党となった。だが連立政権の樹立に失敗し、同年11月10日に行われた再選挙でも120議席にとどまり、第1党は維持したが再び過半数を逃した。選挙後、左派のウニダス・ポデモスと少数与党の連立政権を発足させた。

## 組織

### 議長
ミカエラ・ナバーロ・ガルソン

### 書記長
ペドロ・サンチェス・ペレス＝カステホン

### 副書記長
エレーナ・バレンシアーノ・マルティネス＝オロスコ

### 地方組織と代表
| 自治州                         | 支部政党                                                         | 書記長                                           | 州政府与党第一党 | 州政府与党（連立） | 野党第一党 | 少数野党 |
| ------------------------------ | ---------------------------------------------------------------- | ------------------------------------------------ | ---------------- | ------------------ | ---------- | -------- |
| アンダルシア州                 | アンダルシーア社会労働党（PSOE-A）                               | スサーナ・ディアス・パチェーコ                   | X （注1）        |                    |            |          |
| アラゴン州                     | アラゴン社会主義者党（PSOE-Aragón）（es）                        | ハビエル・ランバン（es）                         |                  |                    | X          |          |
| カナリアス諸島州               | カナリアス社会党（PSC-PSOE）                                     | ホセ・ミゲル・ペレス・ガルシーア（es）           |                  | CC                 |            |          |
| カンタブリア州                 | カンタブリア社会党（PSC-PSOE）（es）                             | ロサ・エバディアス・テサーノス（es）             |                  |                    |            | X        |
| カスティーリャ＝ラ・マンチャ州 | カスティーリャ＝ラ・マンチャ社会党 （PSCM-PSOE）（es）           | エミリアーノ・ガルシーア＝パヘ（es）             |                  |                    | X          |          |
| カスティーリャ・イ・レオン州   | カスティーリャ・イ・レオン社会党 （PSOE Castilla y León）（es）  | フリオ・ビジャルビア・メディアビージャ（es）     |                  |                    | X          |          |
| カタルーニャ州                 | カタルーニャ社会主義者党（PSC-PSOE）（es）                       | ペラ・ナバール・イ・ムレーラ（es）               |                  |                    | X          |          |
| セウタ                         | セウタ社会党（PSOE Ceuta）                                       | ホセ・アントーニオ・カラカーオ・メレンデス（es） |                  |                    |            | X        |
| マドリード州                   | マドリード社会党（PSM-PSOE）（es）                               | トマス・ゴメス・フランコ（es）                   |                  |                    | X          |          |
| ナバーラ州                     | ナバーラ社会党（PSN-PSOE）（es）                                 | ロベルト・ヒメネス・アジ（es）                   |                  | UPN                |            |          |
| バレンシア州                   | バレンシア社会党（PSPV-PSOE）（es）                              | シモ・プッチ（es）                               |                  |                    | X          |          |
| ヨーロッパ                     | PSOEヨーロッパ（PSOE Europa）（es）                              | ハビエル・モレーノ・サンチェス（es）             |                  |                    |            |          |
| エストレマドゥーラ州           | エストレマドゥーラ・スペイン社会労働党（PSOE Extremadura）（es） | ギジェルモ・フェルナンデス・バラ（es）           |                  |                    | X          |          |
| ガリシア州                     | ガリシア社会主義者党（PSdeG-PSOE）                               | パチ・バスケス（es）                             |                  |                    | X          |          |
| バレアレス諸島州               | バレアレス諸島社会党（PSIB-PSOE）（es）                          | フランシーナ・アルメンゴル（es）                 |                  |                    | X          |          |
| ラ・リオハ州                   | ラ・リオハ社会労働党（PSOE La Rioja）（es）                      | セサル・ルエーナ・ロペス（es）                   |                  |                    | X          |          |
| メリージャ                     | メリージャ社会党（PSOE Melilla）                                 | ディオニシオ・ムーニョス（es）                   |                  |                    |            | X        |
| バスク州                       | バスク社会党（PSE-EE-PSOE）                                      | パチ・ロペス                                     | X （注2）        |                    |            |          |
| アストゥリアス州               | アストゥリアス社会主義連盟（FSA-PSOE）（es）                     | ハビエル・フェルナンデス・フェルナンデス（es）   | X （注3）        |                    |            |          |
| ムルシア州                     | ムルシア社会党（PSRM-PSOE）（es）                                | ラファエル・ゴンサーレス・トバール（es）         |                  |                    | X          |          |

:脚注：（注1）アンダルシーア統一左翼（IULV-CA）との連立政権。（注2）バスク国民党の閣外協力による（2012年5月まで）。（注3）アストゥリアス統一左翼、アストゥリアス進歩民主連合の閣外協力による。

## 選挙結果
社会労働党は1910年の総選挙で、PSOE、急進共和党（PRR）、連邦民主主義共和党（PRDF）、自治共和主義連合党（PURA）と個人の共和主義者による共和主義者＝社会主義者連合（Conjunción Republicano-Socialista）で、最初の議席（パプロ・イグレシアス）を獲得した 。

### 総選挙
| 総選挙                                                          |                                      |            |        |       |                | |
| 選挙年                                                          | 党首                                 | 得票       | %      | 下院  | 上院           | 備考 |
| 1907年                                                          | パブロ・イグレシアス                 |            | 0.20%  | 0     |                | |
| 1910年                                                          | パブロ・イグレシアス                 |            |        | 1     |                | 共和主義者＝社会主義者連合（Conjunción Republicano-Socialista）内で。 |
| 1914年                                                          | パブロ・イグレシアス                 |            |        | 1     |                | 共和主義者＝社会主義者連合（Conjunción Republicano-Socialista）内で。 |
| 1916年                                                          | パブロ・イグレシアス                 |            |        | 1     |                | 共和主義者＝社会主義者連合（Conjunción Republicano-Socialista）内で。 |
| 1918年                                                          | パブロ・イグレシアス                 |            |        | 6     |                | 左翼同盟（Alianza de Izquierdas）内で。 |
| 1919年                                                          | パブロ・イグレシアス                 |            |        | 6     |                | 共和主義者＝社会主義者連合（Conjunción Republicano-Socialista）内で。 |
| 1920年                                                          | パブロ・イグレシアス                 |            |        | 4     |                | |
| 1923年                                                          | パブロ・イグレシアス                 |            |        | 7     |                | |
| 1931年                                                          | J・バステイロ、I・プリエート         |            | 24.50% | 115   |                | |
| 1933年                                                          | フランシスコ・ラルゴ・カバジェーロ   |            | 12.50% | 59    |                | |
| 1936年                                                          | フランシスコ・ラルゴ・カバジェーロ   |            | 20.90% | 99    |                | 人民戦線（Frente Popularおよび左翼戦線（Front d'Esquerres）を構成。 |
| 1977年                                                          | フェリーペ・ゴンサーレス             | 5,371,866  | 29.32% | 118 a | 35             | カタルーニャ左翼主義者（Socialistes de Catalunya）を含む。 a カタルーニャ社会党＝議会派（PSC-C）に8議席配分。 |
| 1979年                                                          | フェリーペ・ゴンサーレス             | 5,469,813  | 30.40% | 121 a | 61 + 8 (PSC) b | a カタルーニャ社会主義者党（PSC）に17議席、バスク社会党（PSE）に6議席配分。 b PSCの上院議席は新協定（Nova Entesa）内で。 |
| 1982年                                                          | フェリーペ・ゴンサーレス             | 10,127,392 | 48.11% | 202 a | 134            | 民主主義行動党（PAD）を含む。 a カタルーニャ社会主義者党（PSC）に25議席、バスク社会党（PSE）に8議席、PADに5議席。 |
| 1986年                                                          | フェリーペ・ゴンサーレス             | 8,901,718  | 44.06% | 184 a | 124            | a PSCに21議席。 |
| 1989年                                                          | フェリーペ・ゴンサーレス             | 8,115,568  | 39.60% | 175 a | 105            | a PSCに20議席。 |
| 1993年                                                          | フェリーペ・ゴンサーレス             | 9,150,083  | 38.78% | 159 a | 96 b           | a PSCに18議席、2議席は無所属。 b 1議席は無所属。 |
| 1996年                                                          | フェリーペ・ゴンサーレス             | 9,425,678  | 37.63% | 141 a | 81             | a PSCに19議席。 |
| 2000年                                                          | ホアキン・アルムニア                 | 7,918,752  | 34.16% | 125 a | 53 + 7 (PSC) b | 新左翼民主党（PDNI）を含む。 a PSCに19議席、PDNIに2議席。 b PSCは進歩カタルーニャ協定（Entesa Catalana de Progrés）に参加。 上院では9自治州でa IUと連合を組んだ。 |
| 2004年                                                          | ホセ・ルイス・ロドリゲス・サパテーロ | 11,026,163 | 42.59% | 164 a | 81 + 8 (PSC) b | 緑の党（Los Verdes）とエストレマドゥーラ 同盟（PREx-CREx）を含む。 セウタ民主連合（UDCE）とメリージャ同盟（CxM）の支援を受ける。 a PSCに21議席, LVに1議席、EV-OVに1議席（2006年9月以降）。 b PSCは上院では進歩カタルーニャ協定（Entesa Catalana de Progrés)内で。                                                                                         |
| 2008年                                                          | ホセ・ルイス・ロドリゲス・サパテーロ | 11,288,698 | 43.86% | 169 a | 88 + 8 (PSC) b | エストレマドゥーラ 同盟（PREx-CREx）を含む、セウタ民主連合（UDCE）の支援を受ける。 上院では、メリージャでメリージャ同盟（CxM）、エイヴィーサでエイヴィーサのための変革（ExC）、 メノルカでメノルカ左翼（EU）、メノルカ緑の党（EV）、メノルカ社会党（PSM）を含む。 a PSCに25議席。 b PSCは上院では進歩のカタルーニャ協定（Entesa Catalana de Progrés）で。 |
| 2011年                                                          | アルフレード・ペレス・ルバルカバ     | 7,003,241  | 28.76% | 110 a | 48 + 6 (PSC) b | エストレマドゥーラ 同盟（PREx-CREx）を含む。 a PSCに14議席。 b PSCは上院ではカタルーニャ進歩協定（Entesa pel Progrés de Catalunya）で。 |
| * 太字はPSOEが勝利した選挙。 1979年の総選挙以降PSCとPSEを含む。 |                                      |            |        |       |                | |

### 欧州議会選挙
| 欧州議会選挙                                                  |           |        |        |
| 選挙年                                                        | 得票      | %      | 議席数 |
| 1987年                                                        | 7,522,706 | 39.06% | 28     |
| 1989年                                                        | 6,275,552 | 39.57% | 27     |
| 1994年                                                        | 5,719,707 | 30.79% | 22     |
| 1999年 a                                                      | 7,477,823 | 35.74% | 24     |
| 2004年 b                                                      | 6,741,112 | 43.46% | 25     |
| 2009年                                                        | 6,141,784 | 39.33% | 21     |
| 2014年                                                        | 3,596,324 | 23.00% | 14     |
| a 新左翼民主党（PDNI）の2議席を含む。 b 緑の党の1議席を含む。 |           |        |        |